# Cimetière russe de Wiesbaden
Pour les articles homonymes, voir Cimetière russe.

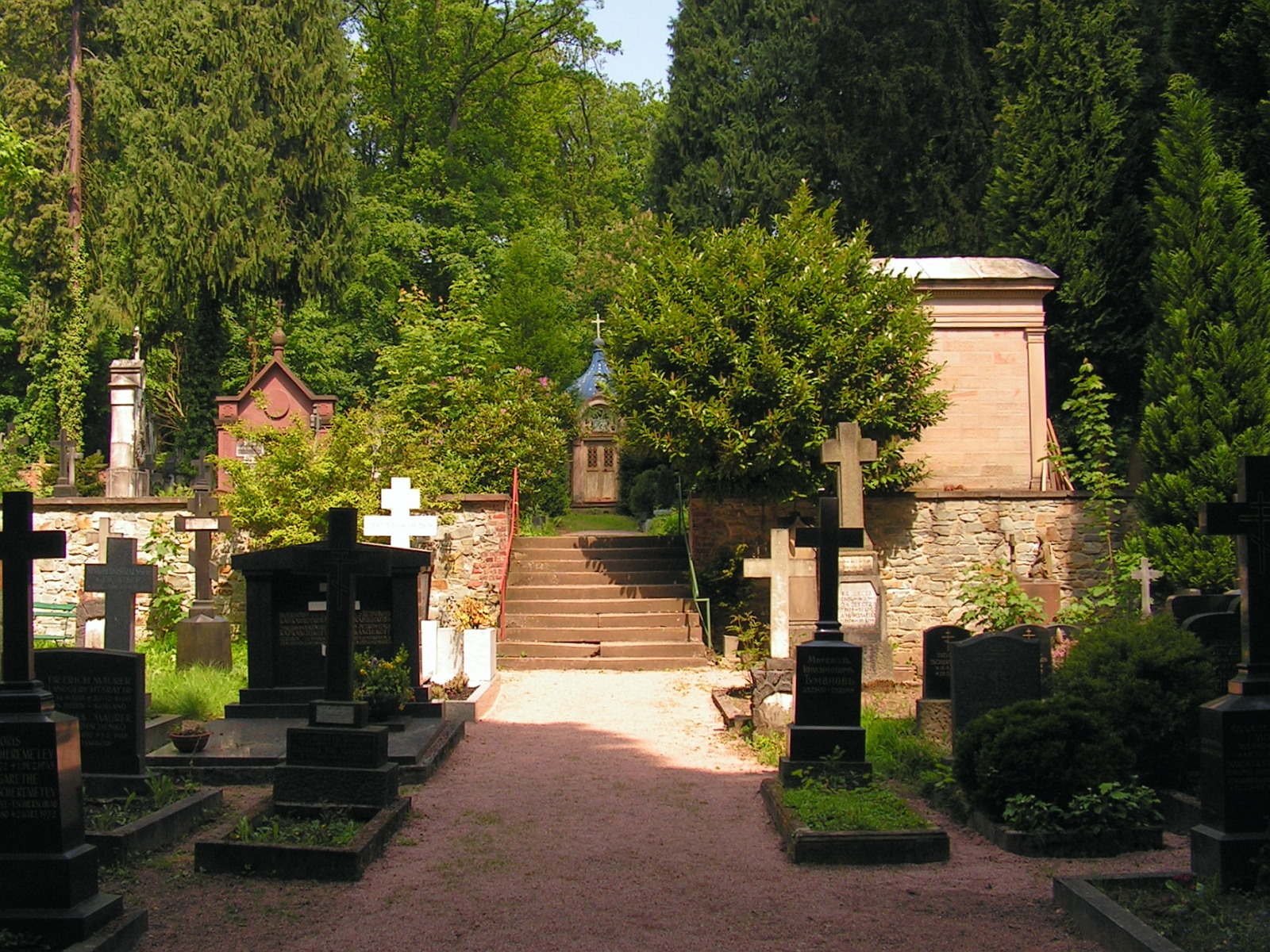
Il s'agit du plus ancien cimetière russe d'Europe occidentale.

Le cimetière russe orthodoxe de Wiesbaden est situé à proximité de l'église russe Sainte-Élisabeth à Wiesbaden dans la Hesse. Il fut construit un an après la consécration de l'église, en 1855-1856, au bord d'une forêt. Wiesbaden était alors une ville d'eau fort prisée de l'aristocratie européenne et russe en particulier.
C'est un des plus anciens cimetières russes en Europe occidentale, car la première inhumation, d’un certain prince Repnine, remonte au 29 août 1856. En 1864, le cimetière devient la propriété de l’église russe adjacente. Le premier agrandissement du cimetière a lieu en 1866.
Après la révolution bolchévique, bon nombre de Russes blancs y sont enterrés. À cause de la Seconde Guerre mondiale, on y trouve également de nombreuses sépultures de travailleurs forcés et de personnes déplacées originaires de Russie.
Le cimetière est habituellement fermé. Il regroupe plus de huit cents tombes. 

## Personnalités inhumées
- Alexej von Jawlensky, (1864-1941), peintre.
- Barys Kit, (1910-2018), mathématicien, physicien et chimiste biélorusse.
- Viktor Sergueïevitch Kotchoubeï, (1860-1923), prince russe.